# Rhamnus spathulifolia
Rhamnus spathulifolia är en brakvedsväxtart som beskrevs av Fisch. och Mey.. Rhamnus spathulifolia ingår i släktet getaplar, och familjen brakvedsväxter. Inga underarter finns listade i Catalogue of Life.